# 湳興里
湳興里為台灣新北市板橋區轄下之一里，面積約0.197平方公里。該里地勢低下，昔日瀦水泥濘，閩南語舊稱為湳子。戰後設里，因以名湳子里，於民國39年改稱湳興里。該里東方以縣民大道為界，西至南雅西路二段195號，南以湳仔溝為界，北接南雅南路一段5巷、南雅東路、南雅西路二段路中線為界。